# Sylvain Guillaume
Sylvain Guillaume (Champagnole, 6 luglio 1968) è un ex combinatista nordico francese.

## Biografia
In Coppa del Mondo esordì il 25 marzo 1988 a Rovaniemi (12°), ottenne il primo podio il 13 marzo 1992 a Oslo (3°) e l'unica vittoria il 20 gennaio 1996 a Liberec.
In carriera prese parte a tre edizioni dei Giochi olimpici invernali, Albertville 1992 (2° nell'individuale, 4° nella gara a squadre), Lillehammer 1994 (9° nell'individuale, 6° nella gara a squadre) e Nagano 1998 (9° nell'individuale, 3° nella gara a squadre), e a cinque dei Campionati mondiali, vincendo una medaglia.

## Palmarès

### Olimpiadi
- 2 medaglie:
  - 1 argento (individuale ad Albertville 1992)
  - 1 bronzo (gara a squadre a Nagano 1998)

### Mondiali
- 1 medaglia:
  - 1 bronzo (individuale a Thunder Bay 1995)

### Coppa del Mondo
- Miglior piazzamento in classifica generale: 6º nel 1996 e nel 1998
- 5 podi (tutti individuali):
  - 1 vittoria
  - 3 secondi posti
  - 1 terzo posto

#### Coppa del Mondo - vittorie
| Data            | Località | Nazione   | Trampolino  | Spec.       |
| --------------- | -------- | --------- | ----------- | ----------- |
| 20 gennaio 1996 | Liberec  | Rep. Ceca | Ještěd K120 | IN LH/15 km |

Legenda:

IN = individuale Gundersen

LH = trampolino lungo